# Jules Clévenot
Jules Clévenot (ur. 20 sierpnia 1876 w Schirmeck, zm. 11 września 1933 w Paryżu) – francuski pływak i piłkarz wodny, medalista olimpijski Letnich Igrzysk Olimpijskich 1900 w Paryżu.
Wraz z drużyną Libellule de Paris zdobył brązowy medal w piłce wodnej oraz zajął 4. miejsce w pływaniu drużynowym. Indywidualnie startował na dystansach 200 metrów oraz 4000 metrów stylem dowolnym.